# Polskie Towarzystwo Technologii i Mediów Edukacyjnych
Polskie Towarzystwo Technologii i Mediów Edukacyjnych – powstałe w 1995 stowarzyszenie, którego głównym celem jest gromadzenie i upowszechnianie wiedzy edukacyjnej, zwłaszcza z zakresu najnowszych technologii i mediów edukacyjnych oraz inspirowanie i prowadzenie badań naukowych, kształcenie i doradztwo w dziedzinie technologii kształcenia, pedagogiki medialnej i edukacji medialnej.
Działa przy Zakładzie Technologii Kształcenia Uniwersytetu im. Adama Mickiewicza w Poznaniu. W latach 1995–2015 jego siedziba mieściła się w secesyjnym budynku UAM przy ul. Słowackiego 20 z początku XX wieku. Obecnie jego siedzibą jest budynek UAM przy ul. Międzychodzkiej.
Towarzystwo jest organizatorem Międzynarodowych Konferencji Naukowych „Media a Edukacja” oraz wydawcą kwartalnika „Edukacja Medialna”.
Twórcą i prezesem Towarzystwa jest prof. zw. dr hab. Wacław Strykowski.